# Álvares Machado
Álvares Machado is een gemeente in de Braziliaanse deelstaat São Paulo. De gemeente telt 23.779 inwoners (schatting 2009).

## Aangrenzende gemeenten
De gemeente grenst aan Alfredo Marcondes, Pirapozinho, Presidente Bernardes, Presidente Prudente en Tarabai.